# We've Got It Goin' On
 是新好男孩的第一首單曲，收錄進他們1995年的同名專輯。後來的美國版專輯亦收入此曲。
這首單曲最早在美國發行，但並無甚反響。隨後他們在歐洲發行了這首單曲，很快一炮走紅，他們也在歐洲銷售榜上排入前列。

## 曲目
1. ，3:39
2. ，5:11

## 音樂錄影帶
這首單曲的音樂錄影帶由萊昂尼·馬丁導演。